# Сельское поселение Ошейкинское
Сельское поселение Ошейкинское — упразднённое муниципальное образование на востоке Лотошинского района Московской области России.
Административный центр — деревня Доры.
Площадь территории — 402,19 км². Граничит на западе — с городским поселением Лотошино и Микулинским сельским поселением, на севере — с Калининским и Конаковским районами Тверской области, на востоке — с Воздвиженским сельским поселением Клинского района и Теряевским сельским поселением Волоколамского района, на юге — с Кашинским и Ярополецким сельскими поселениями Волоколамского района.
Глава сельского поселения — Марнова Марина Арестовна. Адрес администрации: 143825, Московская область, Лотошинский район, деревня Ушаково, д. 52.
Через поселение проходит региональная автодорога Р107 Клин — Лотошино.

## История
Образовано 1 января 2006 года на основании закона Московской области от 28.02.2005 № 59/2005-ОЗ «О статусе и границах Лотошинского муниципального района и вновь образованных в его составе муниципальных образований».
26 мая 2019 года Лотошинский муниципальный район был упразднён, а все входившие в него городские и сельские поселения объединены в новое единое муниципальное образование —  городской округ Лотошино.

## Население
| 2006  | 2007  | 2008  | 2009  | 2010  | 2011  |
| ----- | ----- | ----- | ----- | ----- | ----- |
| 2956  | ↗2966 | ↘2964 | ↘2933 | ↘2780 | ↘2745 |
| 2012  | 2013  | 2014  | 2015  | 2016  | 2017  |
| →2745 | ↘2740 | ↘2677 | ↘2652 | ↘2610 | ↘2555 |
| 2018  | 2019  |       |       |       |       |
| ↘2517 | ↘2505 |       |       |       |       |

## Природа
В северной части сельского поселения расположена часть национального парка «Завидово» — особо охраняемой природной территории федерального значения. Являясь уникальным природным комплексом, парк играет важную роль в поддержании равновесия экологической системы северо-западной части Московской области и центральной России.

## Достопримечательности
- Церковь Иконы Божией Матери Всех Скорбящих Радость в деревне Телешово — кирпичная пятиглавая церковь в русском стиле, памятник архитектуры начала XX века[19].
- Церковь Иоанна Предтечи в деревне Грибаново — кирпичный храм в русско-византийском стиле, одноглавый четверик с трапезной и колокольней. Памятник архитектуры XIX века[20].

## Состав сельского поселения
В состав сельского поселения входят 43 населённых пункта трёх упразднённых административно-территориальных единиц — Кировского, Ошейкинского и Ушаковского сельских округов:
| Название       | Статус  | Население (2010) | Бывшая административная единица | ОКАТО          |
| -------------- | ------- | ---------------- | ------------------------------- | -------------- |
| Агнищево       | деревня | 73               | Ушаковский сельский округ       | 46 229 837 002 |
| Астренёво      | деревня | 1                | Ушаковский сельский округ       | 46 229 837 005 |
| Березняки      | деревня | 0                | Кировский сельский округ        | 46 229 808 016 |
| Большая Сестра | посёлок | 216              | Ошейкинский сельский округ      | 46 229 828 017 |
| Борки          | деревня | 10               | Ушаковский сельский округ       | 46 229 837 018 |
| Бородино       | деревня | 6                | Ошейкинский сельский округ      | 46 229 828 016 |
| Бренево        | деревня | 5                | Кировский сельский округ        | 46 229 808 002 |
| Брыково        | деревня | 10               | Ошейкинский сельский округ      | 46 229 828 015 |
| Власово        | деревня | 16               | Ушаковский сельский округ       | 46 229 837 012 |
| Воробьёво      | деревня | 25               | Ушаковский сельский округ       | 46 229 837 017 |
| Гаврилово      | деревня | 86               | Кировский сельский округ        | 46 229 808 010 |
| Горы-Мещерские | деревня | 3                | Ушаковский сельский округ       | 46 229 837 016 |
| Грибаново      | деревня | 12               | Ошейкинский сельский округ      | 46 229 828 007 |
| Григорово      | деревня | 0                | Кировский сельский округ        | 46 229 808 017 |
| Доры           | деревня | 540              | Ошейкинский сельский округ      | 46 229 828 009 |
| Егорье         | село    | 3                | Ошейкинский сельский округ      | 46 229 828 005 |
| Званово        | село    | 113              | Ошейкинский сельский округ      | 46 229 828 013 |
| Клусово        | деревня | 6                | Ошейкинский сельский округ      | 46 229 828 014 |
| Котляково      | деревня | 5                | Ошейкинский сельский округ      | 46 229 828 003 |
| Круглово       | деревня | 45               | Кировский сельский округ        | 46 229 808 011 |
| Кузяево        | деревня | 11               | Ушаковский сельский округ       | 46 229 837 013 |
| Курвино        | деревня | 7                | Ушаковский сельский округ       | 46 229 837 003 |
| Кушелово       | деревня | 32               | Ошейкинский сельский округ      | 46 229 828 010 |
| Максимово      | деревня | 18               | Ошейкинский сельский округ      | 46 229 828 011 |
| Мамоново       | деревня | 44               | Ушаковский сельский округ       | 46 229 837 004 |
| Марково        | деревня | 13               | Ошейкинский сельский округ      | 46 229 828 012 |
| Мармыли        | деревня | 4                | Ошейкинский сельский округ      | 46 229 828 004 |
| Матвейково     | деревня | 3                | Ушаковский сельский округ       | 46 229 837 010 |
| Матюшкино      | деревня | 0                | Ошейкинский сельский округ      | 46 229 828 008 |
| Орешково       | деревня | 7                | Ушаковский сельский округ       | 46 229 837 015 |
| Ошейкино       | деревня | 109              | Ошейкинский сельский округ      | 46 229 828 001 |
| Плаксино       | деревня | 2                | Кировский сельский округ        | 46 229 808 018 |
| Рахново        | деревня | 0                | Ошейкинский сельский округ      | 46 229 828 018 |
| Сологино       | деревня | 28               | Ушаковский сельский округ       | 46 229 837 008 |
| Степаньково    | деревня | 17               | Ошейкинский сельский округ      | 46 229 828 006 |
| Телешово       | деревня | 15               | Ошейкинский сельский округ      | 46 229 828 002 |
| Теребетово     | деревня | 4                | Ошейкинский сельский округ      | 46 229 828 019 |
| Торфяной       | посёлок | 48               | Ушаковский сельский округ       | 46 229 837 014 |
| Узорово        | деревня | 53               | Ушаковский сельский округ       | 46 229 837 009 |
| Ушаково        | деревня | 1139             | Ушаковский сельский округ       | 46 229 837 001 |
| Чекчино        | деревня | 19               | Кировский сельский округ        | 46 229 808 003 |
| Шилово         | деревня | 6                | Ушаковский сельский округ       | 46 229 837 007 |
| Шубино         | деревня | 26               | Ушаковский сельский округ       | 46 229 837 011 |